# Breaks
Een break is een instrumentale of percussieve sectie in een muziekstuk dat afgeleid werd van de stop-time, een break (of onderbreking) van het hoofdstuk van het muziekstuk. Een break is veelal een interpolatie tussen secties van de nummers om een gevoel van anticipatie, de start van een nieuwe sectie van een nummer aan te kondigen of variatie te creëren in het arrangement.

## Jazz
Een solobreak in jazz is het stuk wanneer de ritmische muzikanten (piano, bass & drum) even stoppen met spelen om een solist de kans te geven de aandacht op te eisen om zijn solo aan te kondigen. Zo'n solobreak duurt veelal twee tot vier maten, waarna de ritmische muzikanten verder spelen om de solist te ondersteunen in het verdere verloop van zijn solo.

## Dj'ing
In dj-termen is een break het stukje wanneer alle muzikale elementen, behalve percussie, verdwijnen. Er wordt dan ook vaak over de percussion break of drum breaks gepraat. Dancemuziekstijlen die gebruikmaken van dit type breaks zijn o.a. breakbeat, jungle.
Deze breaks onderscheiden zich van breakdowns, een sectie waarin de compositie wordt teruggebracht tot de minimale elementen. Het verschil kan als volgt omschreven worden: "De breaks zijn voor de drummers, de breakdowns zijn voor elektronische producers."

## Voorbeelden van breaks
- De Amen break uit "Amen Brother" van The Winstons. Vaak wordt deze break uit Straight Outta Compton van N.W.A gesampled.
- De intro van "Apache" van de Incredible Bongo Band. Deze break werd gebruikt door oa. DJ Kool Herc & The Sugarhill Gang.
- "Funky Drummer" van James Brown. De break rond 5:34 werd gebruikt door oa. Public Enemy, Run-D.M.C., LL Cool J & Ice Cube.
- "Sesame Street" van Blowfly. Deze drum breaks werden vaak gereconstrueerd als basis voor jungle. Deze break is ook bekend als de helicopter break naar "The Helicopter Tune" van Deep Blue, die de sample reconstrueerde voor het nummer. Deze break werd dan ook vaak gesampled van The Helicopter Tune.